# Amoris laetitia
Amoris laetitia (укр. Радість Любові, радість кохання) — апостольський лист, посинодальне апостольське звернення Папи Римського Франциска про сімейне кохання та місце родини в сучасному світі. Звернення, датоване 19 березня 2016 року на день Святого Йосипа (покровителя родинного життя), що було опубліковане 8 квітня того ж року на шести мовах: італійською, французькою, англійською, німецькою, іспанською та португальською. Документ був представлений в залі друку Ватикану генеральним секретарем Синоду єпископів кардиналом Лоренцо Бальдісері та архієпископом Відня Крістофом Шенборном. Синод єпископів передав остаточний звіт (лат. Relatio finalis) Папі Римському в жовтні 2015 року після двох років роботи.
Апостольський лист був створений за підсумками роботи Синоду єпископів Католицької Церкви, який провів дві тематичні асамблеї — в жовтні 2014 і жовтні 2015 років. Підсумковий єпископальний звіт з 94 пунктів, написаний після гострої дискусії, був переданий Папі Францискові. Звіт часто цитується в «Радості любові» поряд з роботами й навчаннями попередників Франциска та його власними численними настановами про родину.

## Основні моменти
«Радість любові» складається з передмови й дев'яти глав і займає 261 сторінку. Франциск ствердив в цьому документі католицький ідеал сім'ї і дотримується католицької доктрини, але робить при цьому деякі «революційні», на думку лібералів, послаблення. Зокрема, це стосується розлучених віруючих, які повторно вступили в шлюб. На думку Папи Франциска, такі католики «повинні бути більш інтегровані в християнські громади», оскільки «ніхто не може бути засуджений назавжди».
Висловлюючись на тему гомосексуальних союзів, закликав не принижувати й не дискримінувати людей з нетрадиційною сексуальною орієнтацією, однак підкреслив, що
|  | …не існує ніякого підґрунтя для уподібнення або встановлення аналогій, навіть віддалених, між гомосексуальними стосунками та визначенням Бога щодо шлюбу і сім'ї (№ 251). …фактичні союзи між людьми однієї статі, зокрема, не можуть бути просто прирівняні до шлюбу (між жінкою та чоловіком). Жоден ненадійний або закритий для передачі життя союз не забезпечує майбутнього суспільства. |

Папа в «Радості любові» закликає «проявляти менше засудження й більше розуміння у відношенні до людей в „неправильних“ ситуаціях». Глави церков відзначили милосердний тон, з яким написано Апостольський лист, що закликає єпископів «бути доброзичливими і турботливими, коли вони мають справу з людьми зі складними обставинами». Папа підтвердив, що кожного, незалежно від їх сексуальної орієнтації, слід поважати у своїй гідності та приймати з повагою.
Ще одна важлива турбота Папи — гідність жінки та її прав (№ 54); саме так він регулює дискримінацію та насильство над жінками. Сюди відніс і недоліки у світі праці та знехтувану рівність чоловіків та жінок, коли виникають форми фемінізму, які не вважає доцільними.
Постсинодальний апостольський лист адресований єпископам, пресвітерам та дияконам, посвяченим особам, подружжям-християнам та мирянам. Він містить 325 абзаців і закінчується молитвою до Святої Родини.
У цьому апостольському листі оголошена важливість любові, шлюбу та сім'ї. Любов у партнерстві розуміють як «дружба, яка включає характеристики пристрасті», сексуальність розглядається як «міжособистісна мова, в якій інший сприймається серйозно у своїй сакральній та непорушній цінності» (теологія тіла). Amoris laetitia містить твердження про боротьбу з одруженими шлюбами, про сексуальну мораль і про гомосексуальність.
Як цінна передумова справжнього зростання кохання, він підкреслює цінність цнотливості. Висловився проти «поспішних» шлюбів, які слугували б лише меті сприяння статевому акту та підкреслювали би цінність фізичного кохання у шлюбі, важливість пристрасті та ніжності. Він також бажає молодим парам краще підготуватися до шлюбу. Папа Римський підкреслює свою винятково позитивну оцінку людської сексуальності та еротики:
|  | Отже, ми в жодному разі не повинні розуміти еротичний вимір любові як терпиме зло чи тягар, який треба терпіти для блага родини, але повинен сприйматись як дар від Бога, що прикрашає зустріч подружжя (№ 152). |

І він засуджує штучне запліднення як акт маніпулювання життям, тому що покоління людини не може розглядатися незалежно від статевих стосунків між чоловіком і жінкою.